# Edme François Jomard
Pour les articles homonymes, voir Jomard.

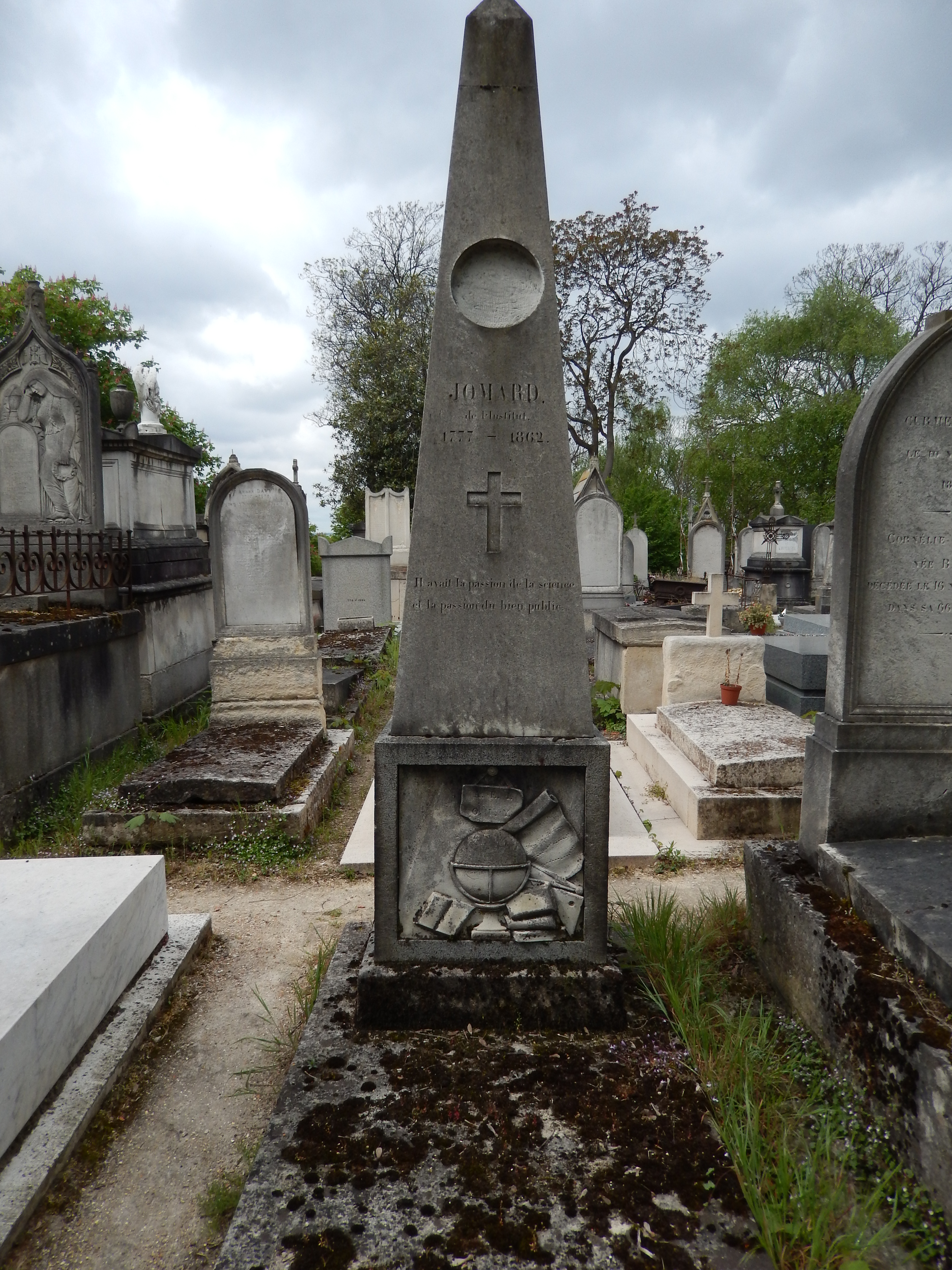
Tombe de Edme François Jomard(Père Lachaise, division 49)

Edme François Jomard, né à Versailles le 17 novembre 1777 et mort à Paris le 23 septembre 1862, est un ingénieur-géographe et archéologue français, ayant participé à l'expédition française en Égypte.

## Biographie
Il fait ses études au collège Mazarin, puis à l’École nationale des ponts et chaussées et à l’École polytechnique (X1794).
Grâce à ses études à polytechnique, il fait partie des choisis pour l’expédition française en Égypte, constitué en 1798 par son maître Gaspard Monge. Il est investi d’une responsabilité déterminante, puis qu'il est présent en tant qu'ingénieur géographe pour topographier les territoires conquis par le corps d’armée. Mission importante pour Bonaparte, dans ses désirs de conquête. Au Caire, il devient membre de l'institut d'Égypte. 
De retour en France en 1803, il établit un catalogue des hiéroglyphes et revendique une part de la paternité des travaux de Champollion lors de leur publication. Il est nommé membre, puis devient président à partir de 1807, de la Commission chargée de la rédaction et de la publication de la Description de l'Égypte, ouvrage collectif en dix volumes de texte et treize volumes de planches qui paraît à l’Imprimerie impériale puis royale entre 1809 et 1828. Il y intègre notamment les cartes de l'oasis du Fayoum et de la Haute-Égypte ainsi que la topographie de la ville du Caire. Il est aussi l'un des premiers à trouver l’origine géodésique des longueurs grecques anciennes et à faire leur conversion dans le nouveau système métrique.
En 1830, il est nommé conservateur du département de la Géographie et des Cartes de la Bibliothèque royale, puis nationale, puis impériale. La même année, il est un des premiers à créer un système de classification concernant les objets ethnographiques. Cette première classification reconnue (en ethnographie et muséologie) est basée sur l'utilité de chaque objet : sociale, pratique, économique et technologique. Par la suite, ce procédé sera repris et amélioré par Ernest Théodore Hamy en 1878.
Il est élu membre de l’Académie des inscriptions et belles-lettres en 1818. Il est cofondateur, en 1821, puis président, en 1848, de la Société de géographie et créateur, en 1828, du département des cartes et plans de la Bibliothèque royale, dont il devient conservateur administrateur. Au cour de sa carrière, il acquiert et conserve 52 cartes marines, rares et précieuses, telle que la carte Pisane.
Il est officier de la Légion d'honneur depuis 1838 et promu commandeur en février 1862, quelques mois avant sa mort.
Il meurt le 23 septembre 1862 et est inhumé au cimetière du Père-Lachaise (49e division).
Un prix de la Société de géographie, créé en 1882, et une rue du XIXe arrondissement de Paris portent son nom.

## Distinctions
Le 3 septembre 1814, Edme François Jomard est nommé au grade de chevalier de l'ordre impérial de la Légion d'honneur, promu au garde d'officier dans l'ordre royal de la Légion d'honneur le 29 avril 1838, et promu le 24 février 1862 au grade de commandeur puis fait commandeur de l'ordre impérial de la Légion d'honneur le 26 février 1862.

## Principaux ouvrages
- 1817 : Mémoire sur le système métrique des anciens Égyptiens, contenant des recherches sur leurs connoissances géométriques et sur les mesures des autres peuples de l'antiquité (en ligne).
- 1826 : note de 52 pages sur Henri Grout de Beaufort
- 1830 : Recueil d'observations et de mémoires sur l'Égypte ancienne et moderne, ou Description historique et pittoresque de plusieurs des principaux monumens de cette contrée, 6 vol.
- 1839 : Études géographiques et historiques sur l'Arabie, suivies de la relation du voyage de Mohammed-Aly dans le Fazoql, avec des observations sur l'état des affaires en Arabie et en Égypte
- 1849 : Conté
- 1853 : Souvenirs sur Gaspard Monge et ses rapports avec Napoléon ; suivis d'un appendice relatif au monument qui lui a été élevé par sa ville natale, ainsi qu'à l'expédition d'Égypte et à l'École polytechnique
- 1858 : Mémoire sur le calendrier arabe avant l'islamisme et sur la naissance et l'âge du prophète Mahomet
- s.d. : Les Monuments de la géographie, ou Recueil des anciennes cartes européennes ou orientales (posthume)
- Participation à la rédaction de l'introduction du premier dictionnaire wolof de Jean Dard, Dictionnaire français-wolof et français-bambara, suivi du dictionnaire wolof-français, Paris, Imprimerie Royale. Pp xxxii, 300
- Vocabulaire à l'usage des voyageurs publié par Adriano Balbi dans son Atlas ethnographique du globe.

## Pour approfondir